# أكسيد الإربيوم الثلاثي
أكسيد الإربيوم الثلاثي أو ثالث أكسيد الإربيوم، هو مركب كيميائي وردي اللون، وهو صلب من مركبات الإربيوم ويستخدم أحيانا كمادة ملونة لشوائب لألياف الضوئية والمضخمات الضوئية. وتم عزله جزئيا بواسطة كارل جوستاف ماساندير في عام 1843، وتم الحصول عليه لأول مرة نقيا في عام 1905 بواسطة جورج أوربان وكارليس جيمس.

## وصلات خارجية
- «أكسيد الإربيوم» موقع الفلزات